# Idílio José Soares
Dom Idílio José Soares (Limeira, 26 de outubro de 1887 — Santos, 10 de dezembro de 1969) foi um bispo da Igreja Católica, titular das dioceses de Petrolina e de Santos e primeiro bispo da Diocese de Vegesela da Numídia (atual Argélia).
Dom Idílio foi ordenado padre em 28 de outubro de 1914; a 16 de setembro de 1932 foi nomeado bispo de Petrolina, tomando posse a 30 de novembro do mesmo ano. A 12 de junho de 1943 foi transferido para a diocese de Santos, onde permaneceu até resignar em 21 de novembro de 1966, mesma data em que foi designado titular da Diocese de Vegesela da Numídia, o primeiro a ocupar esta denominação eclesiástica, então criada no território da atual Argélia para a antiga denominação da província romana da Numídia.